# Santuario de San Miguel de Aralar
El santuario de San Miguel de Excelsis en Aralar (también Basílica de San Miguel de Aralar) se encuentra ubicado dentro del término municipal de Huarte-Araquil, Navarra, España sobre la Sierra de Aralar, en la cima del monte Putregain (1265 m). Muy cerca se localiza también el Santa María de Zamarce, a la salida de Huarte-Araquil, antiguo monasterio que guarda un estrecha relación con este centro espiritual. El entorno montañoso donde se asienta ha estado asociado desde las etapas prehistóricas con fuertes tradiciones espirituales y transcendentes, tanto por la numerosa presencia de dólmenes como en los restos vinculados con la mansio romana de Aracaeli. Tampoco se debe olvidar su vinculación con el Camino de Santiago procedente desde Pompaelo (Pamplona), que transitaba por esta comarca, sobre la vía romana (Iter XXXIV del Itinerario Antonino) entre Burdigala (Burdeos) y Asturica Augusta (Astorga), antes de la construcción de los puentes tanto de Puente la Reina de Jaca como su homónima de Navarra, la vía conocida como camino francés. Situado en la cima del monte («in excelsis, in excelsitate») se localizaba un ara votiva (ara coeli) que explica en parte su actual toponimia.

## La devoción a San Miguel

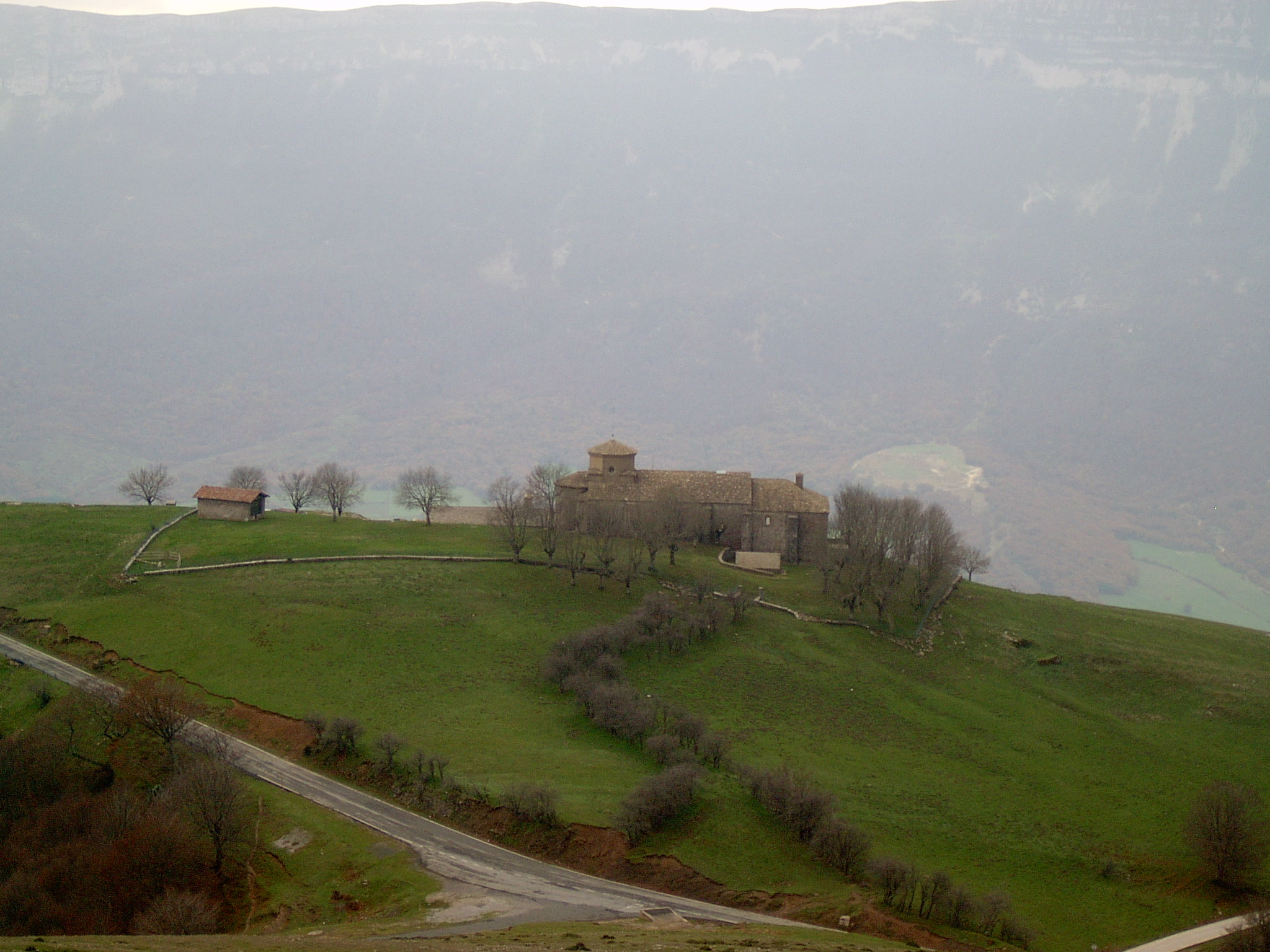
Vista de la basílica

Desde el período final del Imperio Romano y, sobre todo, a partir de las noticias relativas a las apariciones de San Miguel en el Monte Gargano (siglo V), Roma (siglo VI) y Avranches (siglo VII), el Occidente europeo contó con numerosos lugares de culto al arcángel especialmente tras la proclamación del emperador Carlomagno en la que consideraba «al mismo, patrón y jefe del Imperio de las Galias». Muchos de ellos fueron erigidos en las alturas, donde se le atribuía el doble ministerio de taumaturgo y protector de los territorios cristianos. 
Entre los visigodos ya católicos gozó de un culto popular, grande, que adquirió mayor fuerza ante la invasión musulmana entre las comunidades cristianas resistentes, entre sus guerreros y sus labriegos, explicando que en el norte de la península ibérica sean abundantes y famosos los templos dedicados a esta figura celestial: desde el caso de San Miguel de Lillo (Asturias), San Miguel de Escalada (León) o San Miguel de Pedroso (Burgos) hasta el extremo oriental de los Pirineos con San Miguel de Cuixá (Rosellón) y San Miguel del Fay (Barcelona).
También en la evangelización de la tierra de los vascones la devoción a San Miguel tuvo su importancia y llegó a constituir, a partir del siglo X, uno de los cultos mayores impulsados por los reyes de Pamplona, junto al tributado a la Virgen María bajo la advocación de Santa María de la Asunción. Por eso, buena parte de los más antiguos templos y eremitorios del reino se pusieron bajo la advocación del príncipe de la milicia celestial. Además del presente, mencionar en esta línea a San Miguel de Izaga.
Tampoco se debe desdeñar la circunstancia ya apuntada por Julio Caro Baroja:

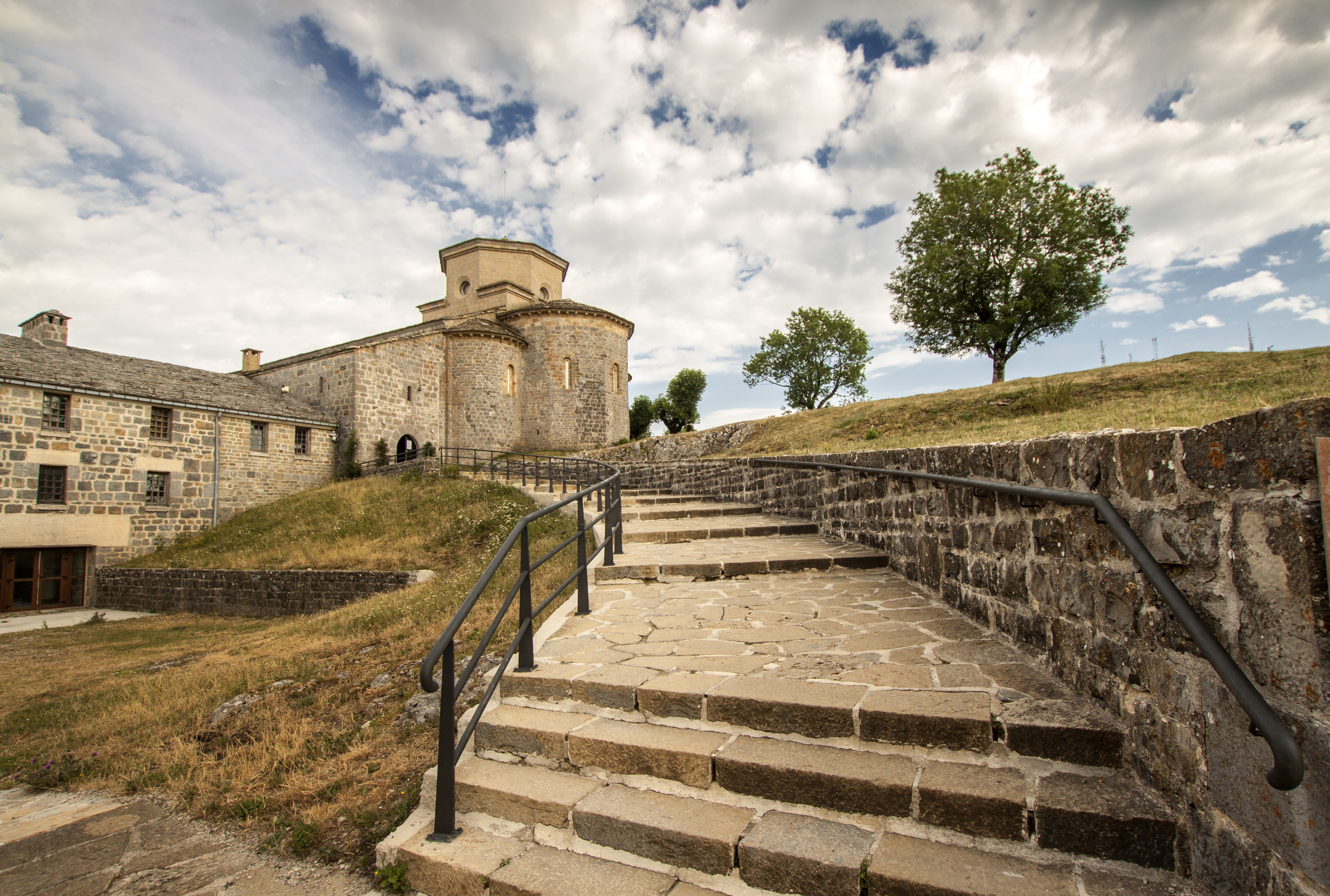
Vista del acceso al santuario.

Este monte, por otra parte, lleva un nombre que ha dado lugar a una conjetura significativa más aceptable que las etimologías viejas, el de Aralar. Bajo él está el valle de Araquil. Ahora bien, en un texto latino de Plinio el Mayor aparece por esta banda la población de los aracelitanos, un lugar que podría referirse a una Ara coeli, a un altar celeste, del cielo... en la altura. La toponimia a base de la palabra ara o arae es relativamente frecuente. «Aralar» mismo podría ser topónimo compuesto de «ara» y «larre», campa [en euskera]. No sería el único mixto. Si allí hubo, como en tantos otros montes, algún culto antiguo, a un dios de las alturas, la sustitución por el culto al Arcángel quedaría dentro de una regla comúnmente seguida.
Julio Caro Baroja, 1995

## El templo de Excelsis
Durante las obras de restauración del templo realizadas entre 1969 y 1973 se realizó un estudio artístico-arqueológico supervisado por Francisco Íñiguez Almech. Este autor establece el origen del edificio en el siglo XI, en una etapa prerrománica, con una estrecha vinculación con la arquitectura carolingia.
Íñiguez Almech, analizando los influjos directos carolingios, tanto en Leyre como en Aralar, ante un panorama de escasos vestigios que sustentaran tal vinculación, afirmaba que el «hallazgo posterior de San Miguel de Excelsis, en Monte Aralar, agregó cuanto faltaba, pues la planta inicial es idéntica y sigue las mismas etapas precisando la nave única y ábside ultrasemicircular por el interior y poligonal externamente, con el dato raro de un replanteo previo semioctogonal por ambas haces, acaso no construido, que nos acercaría mucho a las iglesias centradas (ya fuesen o no del todo exentas) de Aquisgrán y la rotonda primitiva de la catedral de Hildesheim» y a un conjunto de iglesias llamadas de «rotonda oriental» por el arqueólogo e historiador del arte, Jean Hubert. Poco después Íñiguez Almech vuelve a aseverar que el «cotejo de los despiezos de muros en San Miguel, las iglesias catalanas y las francas, acaban de afianzar las fechas coeténeas para todas.»
Este primitivo y original templo parece que fue destruido en el siglo X, quizá por las aceifas musulmanas emprendidas contra el norte peninsular. Arquitectónicamente se aprecia elementos de reconstrucción posterior en «las partes altas absidiales y de las bóvedas, claramente diferenciadas por su diverso aparejo y distinta piedra (caliza casi negra primaria y durísima la del principio; arenisca terciaria blanda y coloreada, la nueva), con las tres ventanas de la capilla mayor en herradura, sólo visibles por el rejuntado del tradós en los arquitos». También en los ábsides laterales se abrían dos saeteras, parcialmente eliminadas en reformas posteriores y en la actualidad recuperadas y rehechas.
De estilo románico, la primera referencia data de 1032, aunque se supone que ya en el siglo IX existía un templo prerrománico. Tras un incendio en el siglo X, se restauró, ampliándolo con dos naves laterales. Visto desde el este, destaca de inmediato el triple ábside con el atrio-refugio adosado al sur y la cúpula coronando el conjunto. En el pasadizo que da acceso a la iglesia se encuentra una sobria portada formada por cuatro arcos de arista viva sobre imposta y pies derechos. Por aquí se pasa a un nártex o pórtico cerrado, cubierto con bóveda de cañón algo apuntado, de la misma anchura que el templo, con el que comunica por tres portadas, sencillas las laterales y más decorada la central. 
La iglesia del santuario tiene tres naves casi de la misma altura. Está rematado por una cabecera de tres ábsides semicirculares, aunque el central desde fuera sea poligonal. Las tres naves están cubiertas por bóvedas de cañón y la cabecera por bóveda de horno. 
Los pilares son de planta cruciforme, excepto uno que la tiene circular. No hay capiteles, sino que de una simple imposta arrancan las bóvedas de medio cañón y, en los ábsides, de cuarto de esfera. Carece de toda ornamentación escultórica que pueda distraer la contemplación de la piedra lisa en su función arquitectónica.
Antes de llegar a la capilla mayor nos encontramos con un pequeño santuario con cubierta a dos aguas, del siglo XII, situado sobre la gruta en la que, según la leyenda, se apareció el arcángel San Miguel. Este santuario alberga la imagen de San Miguel. 
En el tramo anterior a la capilla mayor hay una linterna octogonal, siendo el foco de luz más importante del interior.

## El frontal del altar

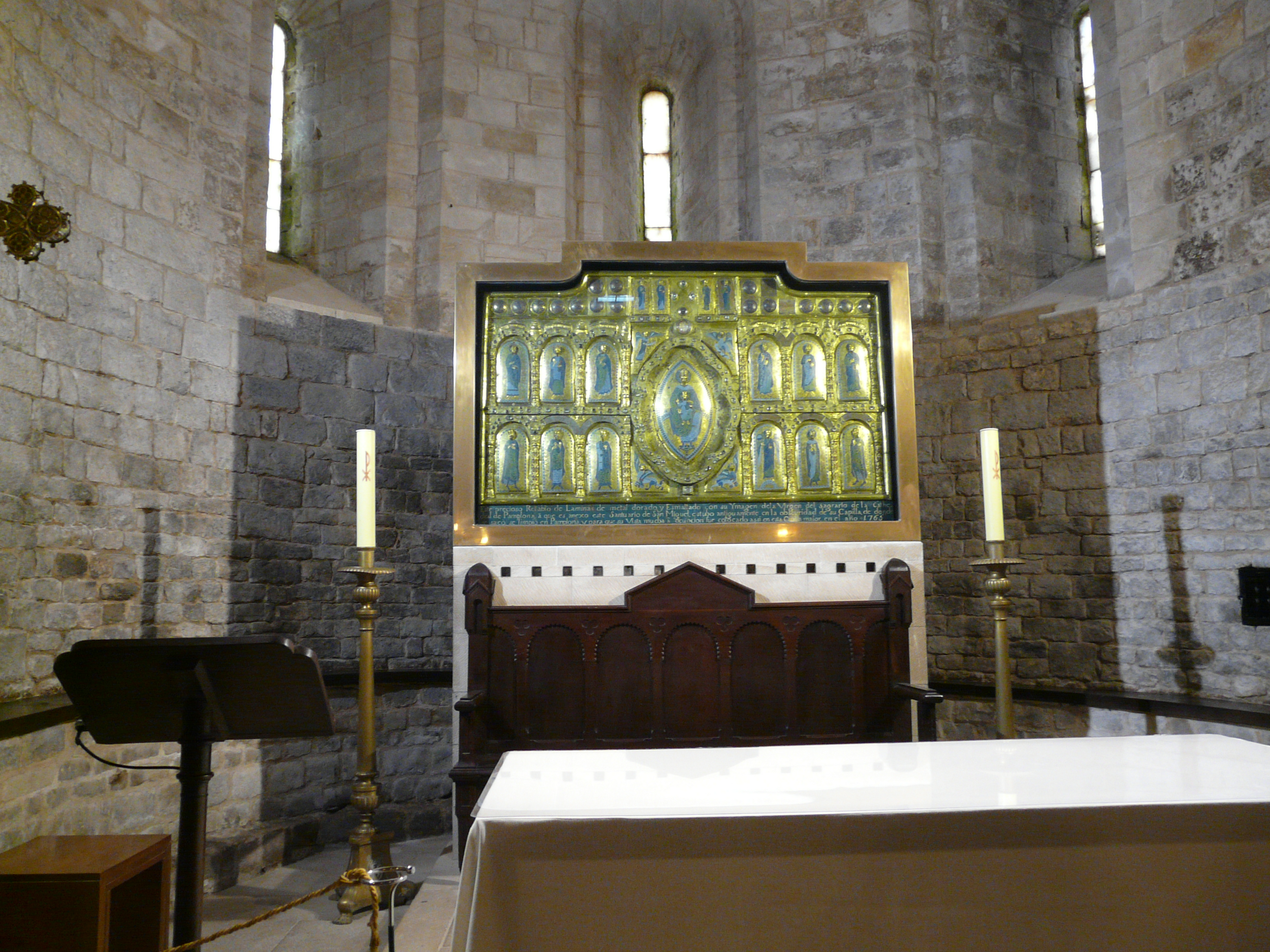
Interior del santuario con el retablo o frontal esmaltado.

El frontal del altar, que preside la capilla mayor es, «junto con el evangeliario de la colegiata de Roncesvalles, uno de los escasos ejemplos de mobiliario litúrgico románico que ha sobrevivido hasta nuestros días» dentro del conjunto patrimonial navarro; es, por ello, una de las obras maestras que alberga el santuario y el ejemplo más notable de la decoración preciosa del altar cristiano en época románica elaborado bajo la influencia de la escuela de maestros orfebres de Limoges. No faltan quienes la tildan, incluso, como «la mejor obra de esmaltería europea de la escuela de Limoges».
Realizado, al parecer, en tiempos del reinado de Sancho VI el Sabio, a finales del siglo XII, y durante el episcopado de Pedro de Artajona en la sede pamplonesa. Ambas figuras propiciaron en el reino navarro «un momento de florecimiento cultural y artístico» cristalizado en la ejecución de obras como la catedral románica de Pamplona (anterior a la actual, de fábrica gótica), el monasterio de La Oliva, el de Irache o el de Iranzu, así como de los núcleos francos emergentes en Sangüesa, Pamplona, Estella, etc. 
Se trata de un conjunto de cobre dorado y esmaltado, de 2 m de anchura y 1,40 m de altura, formado por 39 piezas de esmalte, placas y medallones, con adorno de pedrería semi-preciosa. El programa iconográfico representa a la Virgen con el Niño, los tetramorfos o símbolos de los cuatro evangelistas, los apóstoles, los Reyes Magos, la escena de la Anunciación del arcángel Gabriel a María y la figura de San José. 
Desde que hay constancia de la existencia de esta pieza, sólo ha salido del Santuario en tres ocasiones: en 1765 para ser limpiado en Pamplona (según reza la inscripción del mismo retablo), en 1979 por robo perpetrado por Erik "El belga", y en 2006 para ser exhibido temporalmente en una exposición en Pamplona.
Una hipótesis reciente lo supone un regalo de novios de Ricardo Corazón de León (oficialmente comprometido con Adela de Francia desde 1169) para ratificar su compromiso matrimonial con Berenguela de Navarra, negociado en secreto con Sancho el Sabio entre 1185 y 1188. La propuesta tiene en cuenta, además del patronazgo que los primeros miembros de la dinastía Plantagenet ejercieron en la producción de esmaltes de Limoges la alegoría que implicaría la identificación realizada por Marie-Madeleine Gauthier de la escena protagonizada por María y José como una representación de sus Esponsales (el ángel, que da la espalda a la Virgen, sería san Miguel sobre la cumbre de Aralar). Para ratificar esta idea se tiene en cuenta, además, la coincidencia de la vestimenta de San José y uno de los Reyes Magos con otras representaciones patrocinadas por los Plantagenet, que se supone característica de ellos.

## La imagen de San Miguel

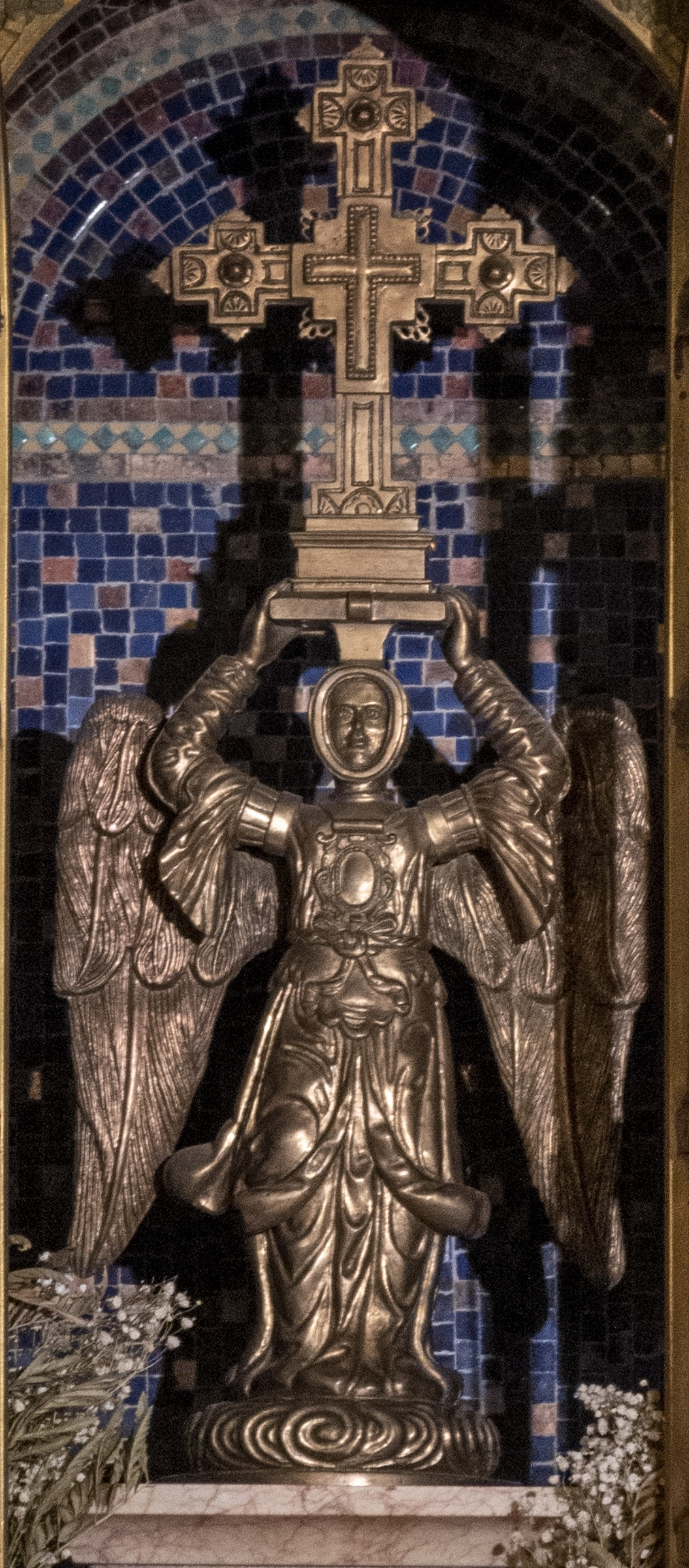
La imagen del arcángel San Miguel portador de la Santa Cruz.

La imagen titular del Santuario presenta una iconografía muy antigua y peculiar: en lugar de ser representado alanceando al demonio o pesando las almas en una balanza, como es habitual, aparece como el portador de la Santa Cruz, signo de la victoria de Cristo. En su inspiración debieron de influir textos bíblicos, patrísticos y litúrgicos que presentan a San Miguel como el signífero de Dios, el "alférez" de Cristo Rey.
La actual efigie de San Miguel in Excelsis es un relicario de plata sobredorada realizado en 1756 para sustituir al anterior. Alberga en su interior los restos de la antigua imagen de madera y un "lignum crucis" o reliquia de la cruz de Cristo.  

## Las visitas del ángel
El ángel es centro, también en nuestros días, de una de las corrientes devocionales más populares en tierras navarras y guipuzcoanas. De hecho, año tras año, esta venerada imagen abandona su Santuario el día de Pascua de Resurrección y permanece fuera de él por espacio de tres meses, tiempo en que visita cerca de 280 poblaciones de Navarra. En muchas de éstas la imagen del ángel y sus portadores se alojan en las casas de los miembros de la Hermandad de San Miguel, institución que agrupa a las familias que ofrecen este inestimable servicio. Un cuidado ritual regula la visita del arcángel y su cruz a cada pueblo: bendición de los campos con la imagen y proclamación de los Evangelios a los cuatro puntos cardinales, visita a los enfermos... 
Entra también en Guipúzcoa el segundo domingo de agosto con la romería a la ermita de Igaratza. 
Una de las salidas más antiguas es la que el santo arcángel realiza a la ciudad de Pamplona, donde pasa una semana, visitando parroquias, conventos, hospitales, centros educativos, e instituciones públicas, si bien el motivo fundamental de su llegada a la ciudad es la participación en la fiesta de la Dedicación de la Catedral (martes siguiente a la Octava de Pascua). Según el profesor e historiador Ricardo Fernández Gracia esta tradición se remontaría, al menos, hasta el siglo XVII y en el transcurso de los siglos «se fue ampliando y adquiriendo un carácter más solemne, hasta la actualidad».

## Costumbres

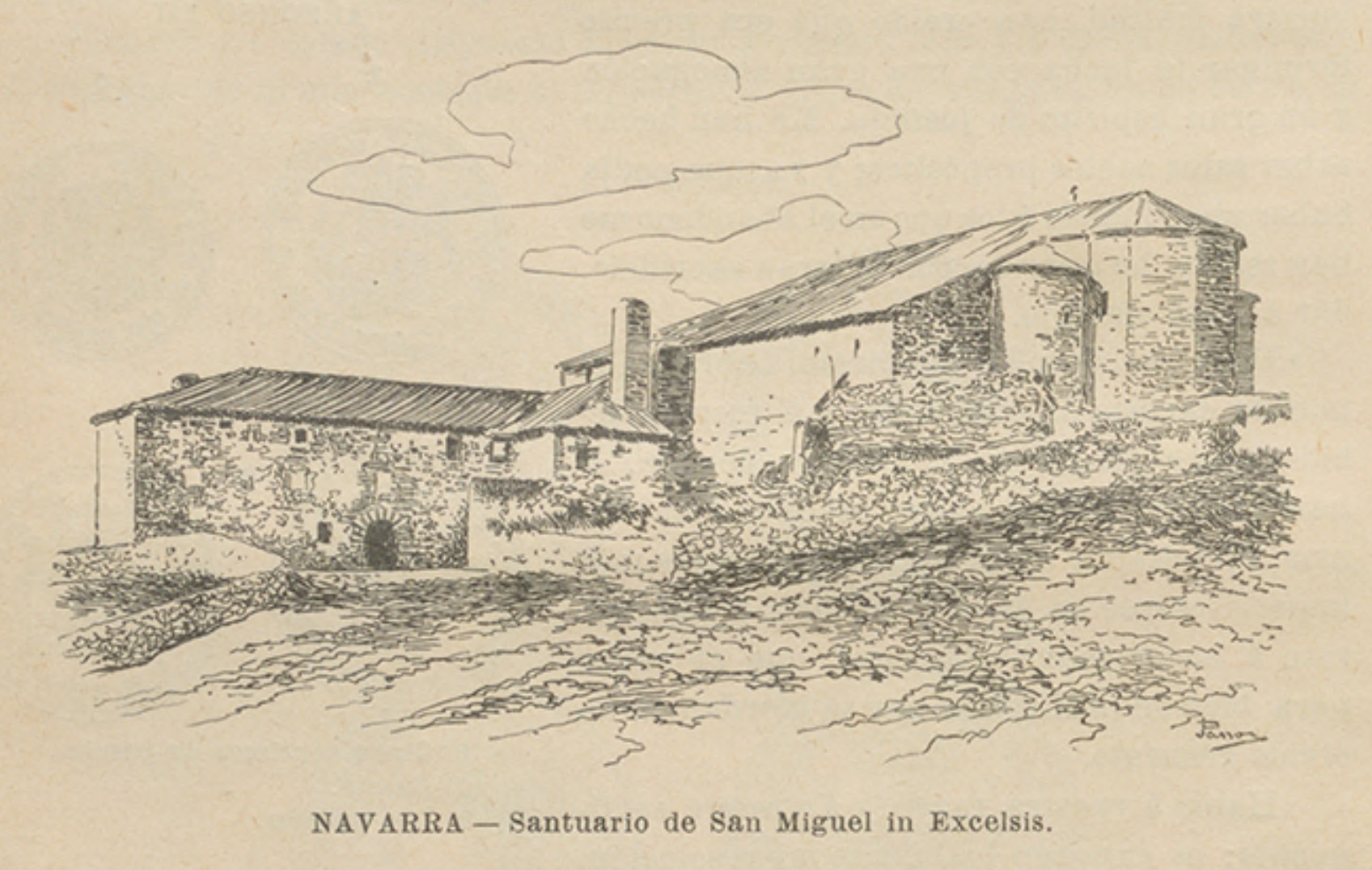
Santuario de San Miguel in Excelsis, por José Passos (1902).

Al santuario de San Miguel subían los matrimonios que querían tener hijos. En él existía una piedra, hoy desaparecida, sobre la cual se colocaba la mujer deseosa de tener descendencia, y allí, sentada, oía la misa, que era celebrada en el altar del santo ángel. En el lado derecho del altar de la capilla central existe un ventanillo u orificio que comunica con un hueco de poco fondo. La gente cree que llega hasta la sima sobre la cual se supone que está construido el santuario. Muchos devotos introducen allí su cabeza y rezan un Credo a fin de verse libres de dolores de cabeza. Práctica semejante es observada en otros huecos existentes en varias ermitas de la región, como en San Pedro de Cegama, San Juan Bautista de Orio, San Esteban de Usúrbil, Nuestra Señora de Zikuñaga de Hernani y en una arqueta de San Formerio (Condado de Treviño). Junto a la puerta meridional de la citada capilla central penden de la pared unos supuestos trozos de cadena del caballero Teodosio de Goñi. Muchos romeros que acuden dan tres vueltas alrededor de aquellos, con lo que también esperan evitar dolores de cabeza. El cerro de San Miguel es también considerado como escenario de algunas hazañas de Roldán.
A comienzos del siglo XX, y según contabiliza Satrústegui, existían varias ascensiones a la cumbre de Aralar: el 25 de abril, Huarte-Araquil; 8 de mayo, Huarte-Araquil, Irañeta, Arruazu y Lacunza y algún pueblo más del valle de Arakil, el sábado siguiente a la Ascensión, treinta y cuatro pueblos de Araquil, Barranca-Burunda, Larraún, Basaburúa e Imoz, víspera de Corpus, Ergoyena, Lizarraga Torrano, Unanua y Arruazu. El 29 de septiembre, fiesta del Santo, cerraban las ascensiones veraniegas. La efigie alada del Arcángel suele girar además una visita a varios pueblos de los alrededores. En una de sus visitas (segundo domingo de agosto), la imagen entra en Guipúzcoa posándose en la ermita de Igaratza lo que da lugar a una importante peregrinación.
Hay varias poblaciones navarras y vascas que dedican sus fiestas y danzas peculiares a este Arcángel victorioso. Entre las más conocidas están las de Cortes de Navarra, Oñate, Yurreta y Marquina.

## Tradición y leyenda
Si algo tiene el patrimonio y el folclore de este lugar es una rica tradición de leyendas vinculadas con su origen. En su impulso han tenido gran peso las publicaciones de varios autores de los siglos XVI (Diego Ramírez de Ávalos de la Piscina), XVII (Juan Joaquín de Berdún), XVIII (Tomás de Burgui), XIX (Francisco Navarro Villoslada) o XX (Mariano Arigita Lasa). De entre todas, desde los siglos del Barroco «parece haber cuajado definitivamente la leyenda de San Miguel de Aralar y su aparición al parricida Teodosio de Goñi, como ángel crucífero». En opinión de varios investigadores, como Julio Caro Baroja, «las noticias que dieron los primeros historiadores navarros acerca del asunto son curiosas desde el punto de vista folklórico pero carecen de valor histórico» pudiendo con ello, incluso, menoscabar la importancia principal del santuario.

### La leyenda de Teodosio de Goñi
En el territorio que ocupa la actual Navarra, antes de existir los reyes de Navarra, vivía en el valle de Goñi un caballero llamado Teodosio, Buruzagia de la comarca, casado con Dña. Constanza de Butrón. Poco después de casarse, Teodosio tiene que abandonar su casa para dirigir la lucha contra los árabes. 
Dña. Constanza quedó sola en su palacio con los padres de Teodosio, a los que tuvo la deferencia de hacerles dormir en la habitación señorial, pasando ella a otra más pequeña. Cuando Teodosio volvía victorioso a su castillo, se le apareció el diablo disfrazado de Basajaun ("El Señor de los Bosques") que le hizo creer que su mujer le engañaba con un criado. 
Teodosio, fuera de sí, se lanza a galope hacia su casa. Al amanecer penetra en su palacio y se dirige decidido y enfurecido a su habitación matrimonial con la daga desenvainada. Entra en la alcoba y apuñala reiteradamente a las dos personas que dormían en su lecho convencido de que eran su esposa y el amante de ésta. 
Creyendo haber vengado el agravio, sale de casa y sobrecogido se encuentra con su esposa que salía de misa. Aterrado, conoce que quienes dormían en su cama y a quienes había asesinado eran sus padres. Atemorizado por el crimen, va a Pamplona a pedir perdón al Sr. Obispo quien, horrorizado, le envía a Roma para que sea el propio Papa quien le absuelva de su pecado. 
Teodosio, arrepentido, va de peregrino a Roma y el Papa le absuelve, poniéndole como penitencia el arrastrar unas gruesas cadenas hasta que por un milagro divino se le desprendieran. Esto sería el signo inequívoco del perdón divino. 
Teodosio, estando retirado en Aralar, un día vio salir de una sima un gran dragón que amenazaba devorarlo. Teodosio, indefenso, cayó de rodillas e imploró la protección de S. Miguel, exclamando ¡San Miguel me valga!. 
En aquel momento, entre gran estrépito, apareció el Arcángel, quien mostrando la cruz sobre su cabeza venció y mató al dragón al grito de "¡Quién como Dios!" (Nor Jaungoikoa bezala!), grito que expresa el significado del nombre mismo del arcángel en su lengua hebrea original (mi ka-El).
En aquel mismo momento, Teodosio quedó libre de las cadenas, perdonado por Dios, que le dio una reliquia. 
Ya libre volvió a su casa de Goñi donde le esperaba su esposa. Y ambos, agradecidos a Dios, erigieron un santuario al Arcángel en lo alto de Aralar, al que llamaron San Miguel in Excelsis.

## Camino europeo de San Miguel
La recientemente creada asociación denominada Red Europea de los Sitios y Caminos de San Miguel (en francés, Réseau Européen des sites et de chemins de Saint-Michel), nacida el 23 de octubre de 2013 tuvo entre sus fundadores a los miembros de la Cofradía de San Miguel de Aralar. Con sede en París reúne también a representantes de la asociación Chemins de Saint-Michel, de Aiguilhe, de San Miguel de Cuixá y de los Chemins de Saint-Michel en Saboya. Subyace tras esta iniciativa la finalidad de configurar una red de centros miquélicos por todo el continente europeo y la configuración de itinerarios, desde Irlanda hasta Jerusalén, ofreciendo información de todo ello a los peregrinos y caminantes mediante el uso de una aplicación de móvil.